# Eucerit
Eucerit ist der  erste Wasser-in-Öl-Emulgator, der für die industrielle Produktion in großen Mengen und billig zur Verfügung stand. Chemisch handelt es sich um gereinigte Wollwachsalkohole, ein Gemisch aus aliphatischen Alkoholen (Alkanole mit Kettenlängen von C18 bis C20, Diole mit Kettenlängen von C16 bis C26) und Sterinen. Der Cholesterinanteil beträgt mindestens 30 %. Das Stoffgemisch wurde erstmals 1900 von dem Chemiker Isaac Lifschütz aus dem Wollwachs von Schafen gewonnen; er nannte es „Eucerit“ (gr. das schöne Wachs).
Eucerit ist eine hellgelbe, wachsartige spröde Substanz. Es ist wasserunlöslich und vermag selbst kein Wasser aufzunehmen, sondern verleiht Kohlenwasserstoffen ein hohes Wasseraufnahmevermögen, wenn es ihnen zugesetzt wird. Wollwachsalkohole werden durch alkalische Verseifung von Wollwachs gewonnen; unverseifbare Anteile werden abschließend durch Extraktion mit einem organischen Lösungsmittel entfernt.
Ab 1903 wurde Eucerit vermarktet. 1911 erwarb Oscar Troplowitz für Beiersdorf die Patentrechte für ein „Verfahren zur Herstellung stark wasseraufnahmefähiger Salbengrundlagen“: durch Kombination von Eucerit mit Paraffinen entstand die Salbengrundlage Eucerin, in die sich große Mengen Wasser einarbeiten ließen und die deswegen zur Basis einer Allzweckcreme wurde. Innerhalb nur weniger Monate entwickelten Troplowitz, Lifschütz und der Dermatologe Paul Gerson Unna eine Creme, die sie wegen ihres schneeweißen Aussehens Nivea nannten. Nivea kam im Dezember des gleichen Jahres auf den Markt. Die Rezeptur ist seit den Anfangstagen nahezu unverändert geblieben: Wasser, Alkane, Glycerin, Dexpanthenol, Citronensäure, Duftstoffe und als wesentlicher Bestandteil der Emulgator Eucerit.
Nivea, Eucerin und Eucerit sind heute geschützte Marken des Unternehmens Beiersdorf.